# تریس د یبرگات
تریس د یبرگات (به اسپانیایی: Torrelles de Llobregat) یک شهرستان در اسپانیا است که در استان بارسلون واقع شده‌است.

## خصوصیات
تریس د یبرگات ۱۳٫۵۵ کیلومترمربع مساحت و ۵٬۵۲۶ نفر جمعیت دارد و ۱۲۶ متر بالاتر از سطح دریا واقع شده‌است.